# Campeonato Paraibano de Futebol de 2012 - Segunda Divisão
O Campeonato Paraibano de Futebol de 2012 - Segunda Divisão foi a 28ª edição da segunda divisão do Campeonato Paraibano de Futebol. O torneio aconteceu entre os dias 1º de Julho e 9 de Setembro segundo o calendário divulgado pela Federação Paraibana de Futebol, entidade que organizou o evento. Este torneio garantiu ao vencedor bem como ao segundo colocado uma vaga na primeira divisão do futebol estadual do ano seguinte, 2013, como também vaga na Copa Paraíba de Futebol de 2012, a qual designou o segundo representante da Paraíba na Copa do Brasil de Futebol de 2013.

## Participantes
Sete clubes participam do Campeonato, são eles:
| Equipe                 | Cidade         | Últ. Part.    | Estádio           | Capacidade | Títulos (mais recente) |
| ---------------------- | -------------- | ------------- | ----------------- | ---------- | ---------------------- |
| Atlético Cajazeirense  | Cajazeiras     | 9º (1ª 2010)  | Perpetão          | 6.000      | 0 (Não possui)         |
| Cruzeiro de Itaporanga | Itaporanga     | 4º (2ª 2010)  | Zezão             | 3.000      | 0 (Não possui)         |
| Desportiva Guarabira   | Guarabira      | 9º (1ª 2011)  | Sílvio Porto      | 4.000      | 1 (2009)               |
| Miramar                | Cabedelo       | 10º (1ª 2011) | Graça             | 6.400      | 1 (2001)               |
| Desportiva Picuiense   | Picuí          | Estreante     | Amauri S. de Melo | 1.500      | 0 (Não Possui)         |
| Santa Cruz             | Santa Rita     | 3º (2ª 2011)  | Teixeirão         | 5.000      | 2 (2000)               |
| Sport Campina          | Campina Grande | Estreante     | Amigão            | 25.770     | 0 (Não possui)         |

## Modo de Disputa

### Primeira fase
Os sete times foram divididos em dois grupos, segundo sua localização geográfica dentro do estado, sendo o Grupo do Litoral formado por 4 equipes e o do Sertão formado por 3 equipes.
Os times jogam entre si, em jogos de ida e volta, e os dois melhores colocados de cada grupo avançam à fase seguinte.

### Grupo Litoral
| 1 | Desportiva Guarabira | 9 | 3 | 3 | 0 | 0 | 11 | 2  | +9  |
| 2 | Miramar              | 6 | 3 | 2 | 0 | 1 | 3  | 4  | -1  |
| 3 | Santa Cruz-PB        | 3 | 3 | 1 | 0 | 2 | 8  | 6  | +2  |
| 4 | Sport Campina        | 0 | 3 | 0 | 0 | 3 | 3  | 13 | -10 |

| Desportiva Guarabira | —   | 0–0 | 2–1 | 6–1 |
| Miramar              | 0–3 | —   | 0–0 | 0–0 |
| Santa Cruz-PB        | 0–0 | 1–2 | —   | 0–0 |
| Sport Campina        | 0–0 | 0–1 | 2–6 | —   |

### Grupo Sertão
| 1 | Cruzeiro de Itaporanga | 6 | 3 | 2 | 0 | 0 | 6 | 0 | 6  |
| 2 | Atlético Cajazeiras    | 3 | 3 | 2 | 1 | 0 | 1 | 3 | -2 |
| 3 | Desportiva Picuiense   | 1 | 3 | 0 | 0 | 2 | 0 | 4 | -4 |

| Atlético Cajazeiras    | —   | 0–0 | 1–0 |
| Cruzeiro de Itaporanga | 3–0 | —   | 0–0 |
| Desportiva Picuiense   | 0–0 | 0–3 | —   |

## Fase final
Na segunda fase os dois melhores colocados de cada grupo se juntam para formar um grupo só onde ocorre novamente a disputa em jogos de ida e volta, então, as duas melhores equipes nesta fase (as que mais pontuarem) garantem a vaga na Copa Paraíba e na primeira divisão de 2013.
| Pos. | Time                 | Pts | J | V | E | D | GF | GC | SG  | AP   |
| ---- | -------------------- | --- | - | - | - | - | -- | -- | --- | ---- |
| 1º   | Atlético PB          | 10  | 4 | 3 | 1 | 0 | 7  | 2  | 5   | 83,3 |
| 2º   | Cruzeiro PB          | 10  | 4 | 3 | 1 | 0 | 11 | 2  | 9   | 55,6 |
| 3º   | Desportiva Guarabira | 3   | 3 | 1 | 0 | 2 | 3  | 7  | -4  | 33,3 |
| 4º   | Miramar              | 0   | 4 | 0 | 0 | 5 | 5  | 15 | -10 | 0    |

|  |                                                                    |
|  | Campeão, vaga na primeira divisão de 2013 e Copa Paraíba 2012      |
|  | Vice-campeão, vaga na primeira divisão de 2013 e Copa Paraíba 2012 |

| Campeão Paraibano de 2012 - Segunda Divisão   |
| --------------------------------------------- |
| Atlético Cajazeirense de Desportos (1 título) |